# إيملمايس
إيملمايس هي جماعة قروية في إقليم تارودانت بجهة سوس ماسة جنوب المغرب. وهي تضم 6584 نسمة، حسب الإحصاء العام للسكان والسكنى لسنة 2014.
وتُسمى المنطقة التي تضم كل من إيملمايس وتلمكانت باسم قبيلة إداومحمود.

## التعليم
قائمة المؤسسات التعليمية في جماعة إيملمايس:
- مجموعة مدارس الرشاد (المركزية: تنوت / الوحدات: تنوزاكت - أنكتوف - تيزا - تغزوت - إغلميس - أكجكال - أيت إحيا)
- مجموعة مدارس المنظر الجميل (المركزية: تسكينت / الوحدات: أمدروس - كاكت - تجلت اوفلا)
- مجموعة مدارس تكنزا (المركزية: تكنزا / الوحدات: أخفركا - أمسا - أنومس - تزيرت)

## دواوير الجماعة
تتكون الجماعة من ثلاث قبائل وهي إدا ويزيمر وأيت ادريس وإروهالن، وتتكون هذه القبائل من عدة دواوير، وهي:
| دواوير قبيلة إداويزيمر            | دواوير قبيلة أيت ادريس                                                         | دواوير قبيلة إيروهالن                                                                       |
| --------------------------------- | ------------------------------------------------------------------------------ | ------------------------------------------------------------------------------------------- |
| - تكنزا - تمجلوشت - أنومس - تيزرت | - أوتنا - أكاوز - تسكينت - أمضروس - كاكت - كرماض - تجلت أوفلا - أخفركا - أماسا | - تنوت (مقر الجماعة) - تنوزاكت - أنكتوف - تيزا - تغزوت - إغلميس - أكجكال - أيت إحيا - اكشان |

## الصحة
تتوفر جماعة إيملمايس على مركز صحي قروي.

## النقل والطرق
يبعد مركز جماعة إيملمايس عن مدينة تارودانت بـ 150 كلم مُروراً عبر الطريق السيار، أو بـ 135 كلم مُروراً عبر المنيزلة (طريق غير معبد). ويبعد عن مدينة إمنتانوت بـ 80 كلم.
جميع الطرق المؤدية لدواوير جماعة إيملمايس غير معبدة، الطريق الوحيدة المعبدة هي القادمة من مركز جماعة تيمزكاديوين ، مروراً بسوق سبت تالمكانت، وتمر هذه الطريق عبر دواوير: تانوت - تنوزاكت - أنكتوف - تيزا إلى غاية جماعة أيت حدو يوسف بإقليم شيشاوة.

## الاقتصاد
يشتغل أغلب السكان بإيملمايس في القطاع الفلاحي، وتتوفر إيملمايس على سوق الأربعاء الأسبوعي بمركز الجماعة بدوار تانوت. وتتميز المنطقة بالصبار، وقد تم إنشاء دار للصبار لإنتاج وتسويق هذا المنتوج، كما يتم تنظيم مهرجان الصبار بالجماعة.

## السياحة
لا تتوفر المنطقة على أي فندق، ما عدا دار الضيافة أوليم، والمتواجدة في دوار أمسا بجماعة إيملمايس.

## وصلات خارجية
- الصفحة الرسمية لجماعة إيملمايس على فايسبوك